# Australopacifica antarctica
Australopacifica antarctica is een platworm (Platyhelminthes). De worm is tweeslachtig. De soort leeft in of nabij zoet water.
Het geslacht Australopacifica, waarin de platworm wordt geplaatst, wordt tot de familie Geoplanidae gerekend. De wetenschappelijke naam van de soort werd, als Geoplana antarctica, voor het eerst geldig gepubliceerd in 1909 door Dendy.